# Efficienza di Faraday
L'efficienza di Faraday (chiamata anche efficienza di corrente) descrive l'efficienza con cui la carica (elettroni) viene trasferita in un sistema che facilita una reazione elettrochimica. La parola "Faraday" in questo termine ha due aspetti correlati. Innanzitutto, l'unità storica per la carica è il faraday, ma da allora è stato sostituito dal coulomb. In secondo luogo, la relativa costante di Faraday correla la carica con le moli di materia e gli elettroni (quantità di sostanza). Questo fenomeno è stato originariamente compreso attraverso il lavoro di Michael Faraday ed espresso nelle sue leggi dell'elettrolisi.

## Fonti di perdita
Le perdite di efficienza si sperimentano dalle celle sia elettrolitiche che galvaniche quando gli elettroni o gli ioni partecipano a reazioni collaterali indesiderate. Queste perdite appaiono come sottoprodotti di calore e/o chimici.
Un esempio può essere trovato nell'ossidazione dell'acqua ad ossigeno all'elettrodo positivo nell'elettrolisi. Alcuni elettroni vengono deviati alla produzione di perossido di idrogeno. La frazione di elettroni così deviata rappresenta una perdita di efficienza e varia nei diversi apparati.
Anche quando vengono creati i prodotti di elettrolisi appropriati, possono comunque verificarsi perdite se i prodotti possono ricombinarsi. Durante l'elettrolisi dell'acqua, i prodotti desiderati (H2 e O2), potrebbero ricombinarsi per formare acqua. Ciò potrebbe realisticamente accadere in presenza di materiali catalitici come platino o palladio comunemente usati come elettrodi. La mancata considerazione di questo effetto di efficienza di Faraday è stata identificata come la causa dell'errata identificazione dei risultati positivi negli esperimenti di fusione nucleare fredda.
Le pile a combustibile con membrana a scambio protonico forniscono un altro esempio di perdite di efficienza quando alcuni degli elettroni separati dall'idrogeno all'anodo fuoriescono attraverso la membrana e raggiungono direttamente il catodo invece di passare attraverso il carico e svolgere un lavoro utile. Idealmente la membrana elettrolitica sarebbe un perfetto isolante e impedirebbe che ciò accada.
Un esempio particolarmente noto di perdita di efficienza è l'autoscarica che limita la durata della batteria.

## Metodi di misurazione
L'efficienza di un progetto di cella viene solitamente misurata mediante elettrolisi di massa in cui una quantità nota di reagente viene convertitastechiometricamente in prodotto, misurata dalla corrente passata. Tale risultato viene poi confrontato con la quantità di prodotto osservata misurata con un altro metodo analitico.

## Confronto tra perdita di efficienza, tensione ed efficienza energetica
La perdita di efficienza è solo una forma di perdita di energia in un sistema elettrochimico. Un altro è la sovratensione, la differenza tra le tensioni teoriche ed effettive dell'elettrodo necessarie per guidare la reazione alla velocità desiderata. Anche una batteria ricaricabile con efficienza di Faraday al 100% richiede la ricarica a una tensione più elevata di quella prodotta durante la scarica, quindi la sua efficienza energetica complessiva è il prodotto dell'efficienza della tensione e dell'efficienza di Faraday. Le efficienze di tensione inferiori al 100% riflettono l'irreversibilità termodinamica di ogni reazione chimica reale.